# 弗雷德·亚历山大
弗雷德·亚历山大（英語：Fred Alexander，1880年8月14日—1969年3月3日），美国男子网球运动员。他曾获得美国网球公开赛男子双打冠军。他于1961年入选国际网球名人堂。